# فروده آندرسن
فروده آندرسن (انگلیسی: Frode Andresen؛ زادهٔ ۹ سپتامبر ۱۹۷۳) ورزشکار دوگانه و اسکی‌باز صحرانوردی اهل نروژ است.